# Adrian Mariappa
Adrian Joseph Mariappa detto Aidy (Harrow, 3 ottobre 1986) è un calciatore giamaicano, difensore del Wealdstone e della Nazionale giamaicana, di cui è capitano.

## Carriera

### Club
Fa il suo esordio da calciatore professionista il 23 agosto 2005 contro il Notts County.

#### Reading
Il 17 luglio 2012 si trasferisce al Reading per quasi 3 milioni di sterline, circa 3,8 milioni di euro firmando un contratto fino al 2015.

### Nazionale
Viene convocato per la Copa América Centenario negli Stati Uniti.

## Statistiche

### Presenze e reti nei club
Statistiche aggiornate al 15 maggio 2017.
| Stagione              | Squadra               | Campionato            | Campionato | Campionato | Coppe nazionali | Coppe nazionali | Coppe nazionali | Coppe continentali | Coppe continentali | Coppe continentali | Altre coppe | Altre coppe | Altre coppe | Totale | Totale |
| Stagione              | Squadra               | Comp                  | Pres       | Reti       | Comp            | Pres            | Reti            | Comp               | Pres               | Reti               | Cpmp        | Pres        | Reti        | Pres   | Reti   |
| --------------------- | --------------------- | --------------------- | ---------- | ---------- | --------------- | --------------- | --------------- | ------------------ | ------------------ | ------------------ | ----------- | ----------- | ----------- | ------ | ------ |
| 2005-2006             | Watford               | FLC                   | 3          | 0          | FACup+CdL       | -               | -               | -                  | -                  | -                  | -           | -           | -           | 3      | 0      |
| 2006-2007             | Watford               | PL                    | 19         | 0          | FACup+CdL       | 5+1             | 0               | -                  | -                  | -                  | -           | -           | -           | 25     | 0      |
| 2007-2008             | Watford               | FLC                   | 25+1       | 0          | FACup+CdL       | 2+2             | 0               | -                  | -                  | -                  | -           | -           | -           | 30     | 0      |
| 2008-2009             | Watford               | FLC                   | 39         | 1          | FACup+CdL       | 3+5             | 0               | -                  | -                  | -                  | -           | -           | -           | 47     | 1      |
| 2009-2010             | Watford               | FLC                   | 46         | 1          | FACup+CdL       | 1+2             | 0               | -                  | -                  | -                  | -           | -           | -           | 49     | 1      |
| 2010-2011             | Watford               | FLC                   | 45         | 1          | FACup+CdL       | 2+2             | 0               | -                  | -                  | -                  | -           | -           | -           | 49     | 1      |
| 2011-2012             | Watford               | FLC                   | 39         | 1          | FACup+CdL       | 2+1             | 0               | -                  | -                  | -                  | -           | -           | -           | 42     | 1      |
| 2012-2013             | Reading               | PL                    | 29         | 1          | FACup+CdL       | 2+1             | 0               | -                  | -                  | -                  | -           | -           | -           | 32     | 1      |
| ago. 2013             | Reading               | FLC                   | 0          | 0          | FACup+CdL       | 0+1             | 0               | -                  | -                  | -                  | -           | -           | -           | 1      | 0      |
| Totale Reading        | Totale Reading        | Totale Reading        | 29         | 1          |                 | 4               | 0               |                    | -                  | -                  |             | -           | -           | 33     | 1      |
| ago. 2013-2014        | Crystal Palace        | PL                    | 24         | 1          | FACup+CdL       | 2+0             | 0               | -                  | -                  | -                  | -           | -           | -           | 26     | 1      |
| 2014-2015             | Crystal Palace        | PL                    | 12         | 0          | FACup+CdL       | 2+2             | 0               | -                  | -                  | -                  | -           | -           | -           | 16     | 0      |
| 2015-2016             | Crystal Palace        | PL                    | 3          | 0          | FACup+CdL       | 1+3             | 0               | -                  | -                  | -                  | -           | -           | -           | 7      | 0      |
| Totale Crystal Palace | Totale Crystal Palace | Totale Crystal Palace | 39         | 1          |                 | 10              | 0               |                    | -                  | -                  |             | -           | -           | 49     | 1      |
| 2016-2017             | Watford               | PL                    | 7          | 0          | FACup+CdL       | 1+0             | 0               | -                  | -                  | -                  | -           | -           | -           | 8      | 0      |
| Totale Watford        | Totale Watford        | Totale Watford        | 223+1      | 4          |                 | 29              | 0               |                    | -                  | -                  |             | -           | -           | 253    | 4      |
| Totale carriera       | Totale carriera       | Totale carriera       | 291+1      | 6          |                 | 43              | 0               |                    | -                  | -                  |             | -           | -           | 335    | 6      |

### Cronologia presenze e reti in nazionale
| Cronologia completa delle presenze e delle reti in nazionale ― Giamaica | Cronologia completa delle presenze e delle reti in nazionale ― Giamaica | Cronologia completa delle presenze e delle reti in nazionale ― Giamaica | Cronologia completa delle presenze e delle reti in nazionale ― Giamaica | Cronologia completa delle presenze e delle reti in nazionale ― Giamaica | Cronologia completa delle presenze e delle reti in nazionale ― Giamaica | Cronologia completa delle presenze e delle reti in nazionale ― Giamaica | Cronologia completa delle presenze e delle reti in nazionale ― Giamaica |
| Data                                                                    | Città                                                                   | In casa                                                                 | Risultato                                                               | Ospiti                                                                  | Competizione                                                            | Reti                                                                    | Note                                                                    |
| ----------------------------------------------------------------------- | ----------------------------------------------------------------------- | ----------------------------------------------------------------------- | ----------------------------------------------------------------------- | ----------------------------------------------------------------------- | ----------------------------------------------------------------------- | ----------------------------------------------------------------------- | ----------------------------------------------------------------------- |
| 19-5-2012                                                               | Montego Bay                                                             | Giamaica                                                                | 1 – 1                                                                   | Guyana                                                                  | Amichevole                                                              | -                                                                       |                                                                         |
| 2-6-2012                                                                | Panama                                                                  | Panama                                                                  | 2 – 1                                                                   | Giamaica                                                                | Amichevole                                                              | -                                                                       | 85’                                                                     |
| 9-6-2012                                                                | Kingston                                                                | Giamaica                                                                | 2 – 1                                                                   | Guatemala                                                               | Qual. Mondiali 2014                                                     | -                                                                       |                                                                         |
| 13-6-2012                                                               | North Sound                                                             | Antigua e Barbuda                                                       | 0 – 0                                                                   | Giamaica                                                                | Qual. Mondiali 2014                                                     | -                                                                       |                                                                         |
| 8-9-2012                                                                | Kingston                                                                | Giamaica                                                                | 2 – 1                                                                   | Stati Uniti                                                             | Qual. Mondiali 2014                                                     | -                                                                       |                                                                         |
| 12-9-2012                                                               | Columbus                                                                | Stati Uniti                                                             | 1 – 0                                                                   | Giamaica                                                                | Qual. Mondiali 2014                                                     | -                                                                       |                                                                         |
| 7-2-2013                                                                | Città del Messico                                                       | Messico                                                                 | 0 – 0                                                                   | Giamaica                                                                | Qual. Mondiali 2014                                                     | -                                                                       |                                                                         |
| 23-3-2013                                                               | Kingston                                                                | Giamaica                                                                | 1 – 1                                                                   | Panama                                                                  | Qual. Mondiali 2014                                                     | -                                                                       |                                                                         |
| 27-3-2013                                                               | San José                                                                | Costa Rica                                                              | 2 – 0                                                                   | Giamaica                                                                | Qual. Mondiali 2014                                                     | -                                                                       |                                                                         |
| 5-6-2013                                                                | Kingston                                                                | Giamaica                                                                | 0 – 1                                                                   | Messico                                                                 | Qual. Mondiali 2014                                                     | -                                                                       |                                                                         |
| 8-6-2013                                                                | Kingston                                                                | Giamaica                                                                | 1 – 2                                                                   | Stati Uniti                                                             | Qual. Mondiali 2014                                                     | -                                                                       |                                                                         |
| 12-6-2013                                                               | Tegucigalpa                                                             | Honduras                                                                | 2 – 0                                                                   | Giamaica                                                                | Qual. Mondiali 2014                                                     | -                                                                       | 68’, 76’                                                                |
| 11-9-2013                                                               | Kingston                                                                | Giamaica                                                                | 1 – 1                                                                   | Costa Rica                                                              | Qual. Mondiali 2014                                                     | -                                                                       |                                                                         |
| 12-10-2013                                                              | Kansas City                                                             | Stati Uniti                                                             | 2 – 0                                                                   | Giamaica                                                                | Qual. Mondiali 2014                                                     | -                                                                       |                                                                         |
| 16-10-2013                                                              | Kingston                                                                | Giamaica                                                                | 2 – 2                                                                   | Honduras                                                                | Qual. Mondiali 2014                                                     | -                                                                       |                                                                         |
| 5-3-2014                                                                | Gros Islet                                                              | Saint Lucia                                                             | 0 – 5                                                                   | Giamaica                                                                | Amichevole                                                              | -                                                                       |                                                                         |
| 30-5-2014                                                               | Lucerna                                                                 | Svizzera                                                                | 1 – 0                                                                   | Giamaica                                                                | Amichevole                                                              | -                                                                       |                                                                         |
| 4-6-2014                                                                | Londra                                                                  | Giamaica                                                                | 2 – 2                                                                   | Egitto                                                                  | Amichevole                                                              | -                                                                       |                                                                         |
| 8-6-2014                                                                | Villeneuve-d'Ascq                                                       | Francia                                                                 | 8 – 0                                                                   | Giamaica                                                                | Amichevole                                                              | -                                                                       |                                                                         |
| 27-3-2015                                                               | Montego Bay                                                             | Giamaica                                                                | 2 – 1                                                                   | Venezuela                                                               | Amichevole                                                              | -                                                                       |                                                                         |
| 30-3-2015                                                               | Montego Bay                                                             | Giamaica                                                                | 3 – 0                                                                   | Cuba                                                                    | Amichevole                                                              | -                                                                       |                                                                         |
| 13-6-2015                                                               | Antofagasta                                                             | Uruguay                                                                 | 1 – 0                                                                   | Giamaica                                                                | Coppa America 2015 - 1º Turno                                           | -                                                                       |                                                                         |
| 16-6-2015                                                               | Antofagasta                                                             | Paraguay                                                                | 1 – 0                                                                   | Giamaica                                                                | Coppa America 2015 - 1º Turno                                           | -                                                                       |                                                                         |
| 20-6-2015                                                               | Viña del Mar                                                            | Argentina                                                               | 1 – 0                                                                   | Giamaica                                                                | Coppa America 2015 - 1º Turno                                           | -                                                                       |                                                                         |
| 9-7-2015                                                                | Carson                                                                  | Costa Rica                                                              | 2 – 2                                                                   | Giamaica                                                                | Gold Cup 2015 - 1º Turno                                                | -                                                                       |                                                                         |
| 12-7-2015                                                               | Houston                                                                 | Giamaica                                                                | 1 – 0                                                                   | Canada                                                                  | Gold Cup 2015 - 1º Turno                                                | -                                                                       |                                                                         |
| 15-7-2015                                                               | Toronto                                                                 | Giamaica                                                                | 1 – 0                                                                   | El Salvador                                                             | Gold Cup 2015 - 1º Turno                                                | -                                                                       |                                                                         |
| 19-7-2015                                                               | Baltimora                                                               | Haiti                                                                   | 0 – 1                                                                   | Giamaica                                                                | Gold Cup 2015 - Quarti di finale                                        | -                                                                       | 18’                                                                     |
| 23-7-2015                                                               | Atlanta                                                                 | Stati Uniti                                                             | 1 – 2                                                                   | Giamaica                                                                | Gold Cup 2015 - Semifinale                                              | -                                                                       |                                                                         |
| 27-7-2015                                                               | Filadelfia                                                              | Giamaica                                                                | 1 – 3                                                                   | Messico                                                                 | Gold Cup 2015 - Finale                                                  | -                                                                       |                                                                         |
| 5-9-2015                                                                | Kingston                                                                | Giamaica                                                                | 2 – 3                                                                   | Nicaragua                                                               | Qual. Mondiali 2018                                                     | 1                                                                       |                                                                         |
| 9-9-2015                                                                | Managua                                                                 | Nicaragua                                                               | 0 – 2                                                                   | Giamaica                                                                | Qual. Mondiali 2018                                                     | -                                                                       | Cap.                                                                    |
| 13-10-2015                                                              | Seul                                                                    | Corea del Sud                                                           | 3 – 0                                                                   | Giamaica                                                                | Amichevole                                                              | -                                                                       |                                                                         |
| 14-11-2015                                                              | Kingston                                                                | Giamaica                                                                | 0 – 2                                                                   | Panama                                                                  | Qual. Mondiali 2018                                                     | -                                                                       |                                                                         |
| 18-11-2015                                                              | Port-au-Prince                                                          | Haiti                                                                   | 0 – 1                                                                   | Giamaica                                                                | Qual. Mondiali 2018                                                     | -                                                                       | Cap.                                                                    |
| 26-3-2016                                                               | Kingston                                                                | Giamaica                                                                | 1 – 1                                                                   | Costa Rica                                                              | Qual. Mondiali 2018                                                     | -                                                                       |                                                                         |
| 30-3-2016                                                               | San José                                                                | Costa Rica                                                              | 3 – 0                                                                   | Giamaica                                                                | Qual. Mondiali 2018                                                     | -                                                                       |                                                                         |
| 28-5-2016                                                               | Viña del Mar                                                            | Cile                                                                    | 1 – 2                                                                   | Giamaica                                                                | Amichevole                                                              | -                                                                       | Cap.                                                                    |
| 5-6-2016                                                                | Chicago                                                                 | Giamaica                                                                | 0 – 1                                                                   | Venezuela                                                               | Coppa America 2016 - 1º Turno                                           | -                                                                       | Cap. 90’                                                                |
| 10-6-2016                                                               | Pasadena                                                                | Messico                                                                 | 2 – 0                                                                   | Giamaica                                                                | Coppa America 2016 - 1º Turno                                           | -                                                                       | Cap.                                                                    |
| 14-6-2016                                                               | San Jose                                                                | Uruguay                                                                 | 3 – 0                                                                   | Giamaica                                                                | Coppa America 2016 - 1º Turno                                           | -                                                                       | Cap.                                                                    |
| 7-9-2016                                                                | Kingston                                                                | Giamaica                                                                | 0 – 2                                                                   | Haiti                                                                   | Qual. Mondiali 2018                                                     | -                                                                       |                                                                         |
| 10-9-2018                                                               | Kingston                                                                | Giamaica                                                                | 4 – 0                                                                   | Isole Cayman                                                            | CONCACAF Nations League 2019-2020 - Qualificazioni                      | -                                                                       |                                                                         |
| 7-9-2019                                                                | Montego Bay                                                             | Giamaica                                                                | 6 – 0                                                                   | Antigua e Barbuda                                                       | CONCACAF Nations League 2019-2020 - 1º Turno                            | -                                                                       |                                                                         |
| 10-9-2019                                                               | Georgetown                                                              | Guyana                                                                  | 0 – 4                                                                   | Giamaica                                                                | CONCACAF Nations League 2019-2020 - 1º Turno                            | -                                                                       |                                                                         |
| 13-10-2019                                                              | Kingston                                                                | Giamaica                                                                | 2 – 0                                                                   | Aruba                                                                   | CONCACAF Nations League 2019-2020 - 1º Turno                            | -                                                                       |                                                                         |
| 16-10-2019                                                              | Willemstad                                                              | Aruba                                                                   | 0 – 6                                                                   | Giamaica                                                                | CONCACAF Nations League 2019-2020 - 1º Turno                            | -                                                                       | 83’                                                                     |
| 16-11-2019                                                              | North Sound                                                             | Antigua e Barbuda                                                       | 0 – 2                                                                   | Giamaica                                                                | CONCACAF Nations League 2019-2020 - 1º Turno                            | -                                                                       |                                                                         |
| 19-11-2019                                                              | Montego Bay                                                             | Giamaica                                                                | 1 – 1                                                                   | Guyana                                                                  | CONCACAF Nations League 2019-2020 - 1º Turno                            | -                                                                       | Cap.                                                                    |
| 25-3-2021                                                               | Wiener Neustadt                                                         | Stati Uniti                                                             | 4 – 1                                                                   | Giamaica                                                                | Amichevole                                                              | -                                                                       |                                                                         |
| 7-6-2021                                                                | Kakogawa                                                                | Serbia                                                                  | 1 – 1                                                                   | Giamaica                                                                | Amichevole                                                              | -                                                                       |                                                                         |
| 21-7-2021                                                               | Orlando                                                                 | Costa Rica                                                              | 1 – 0                                                                   | Giamaica                                                                | Gold Cup 2021 - 1º Turno                                                | -                                                                       | Cap.                                                                    |
| 3-9-2021                                                                | Città del Messico                                                       | Messico                                                                 | 2 – 1                                                                   | Giamaica                                                                | Qual. Mondiali 2022                                                     | -                                                                       |                                                                         |
| 9-9-2021                                                                | San José                                                                | Costa Rica                                                              | 1 – 1                                                                   | Giamaica                                                                | Qual. Mondiali 2022                                                     | -                                                                       |                                                                         |
| 8-10-2021                                                               | Austin                                                                  | Stati Uniti                                                             | 2 – 0                                                                   | Giamaica                                                                | Qual. Mondiali 2022                                                     | -                                                                       |                                                                         |
| 11-10-2021                                                              | Kingston                                                                | Giamaica                                                                | 0 – 0                                                                   | Canada                                                                  | Qual. Mondiali 2022                                                     | -                                                                       |                                                                         |
| 14-10-2021                                                              | San Pedro Sula                                                          | Honduras                                                                | 0 – 2                                                                   | Giamaica                                                                | Qual. Mondiali 2022                                                     | -                                                                       |                                                                         |
| 13-11-2021                                                              | San Salvador                                                            | El Salvador                                                             | 1 – 1                                                                   | Giamaica                                                                | Qual. Mondiali 2022                                                     | -                                                                       |                                                                         |
| 30-1-2022                                                               | Panama                                                                  | Panama                                                                  | 3 – 2                                                                   | Giamaica                                                                | Qual. Mondiali 2022                                                     | -                                                                       |                                                                         |
| 3-2-2022                                                                | Kingston                                                                | Giamaica                                                                | 0 – 1                                                                   | Costa Rica                                                              | Qual. Mondiali 2022                                                     | -                                                                       |                                                                         |
| 25-3-2022                                                               | Kingston                                                                | Giamaica                                                                | 1 – 1                                                                   | El Salvador                                                             | Qual. Mondiali 2022                                                     | -                                                                       |                                                                         |
| 27-3-2022                                                               | Toronto                                                                 | Canada                                                                  | 4 – 0                                                                   | Giamaica                                                                | Qual. Mondiali 2022                                                     | -                                                                       |                                                                         |
| 31-3-2022                                                               | Kingston                                                                | Giamaica                                                                | 2 – 1                                                                   | Honduras                                                                | Qual. Mondiali 2022                                                     | -                                                                       |                                                                         |
| 26-8-2022                                                               | Wiener Neustadt                                                         | Qatar                                                                   | 1 – 1                                                                   | Giamaica                                                                | Amichevole                                                              | -                                                                       | Cap.                                                                    |
| 28-9-2022                                                               | Harrison                                                                | Giamaica                                                                | 0 – 3                                                                   | Argentina                                                               | Amichevole                                                              | -                                                                       |                                                                         |
| 12-3-2023                                                               | Montego Bay                                                             | Giamaica                                                                | 0 – 1                                                                   | Trinidad e Tobago                                                       | Amichevole                                                              | -                                                                       | Cap. 65’                                                                |
| 15-3-2023                                                               | Kingston                                                                | Giamaica                                                                | 0 – 0                                                                   | Trinidad e Tobago                                                       | Amichevole                                                              | -                                                                       | 45’                                                                     |
| 27-3-2023                                                               | Città del Messico                                                       | Messico                                                                 | 2 – 2                                                                   | Giamaica                                                                | CONCACAF Nations League 2022-2023 - 1º Turno                            | -                                                                       | 83’                                                                     |
| 15-6-2023                                                               | Kingston                                                                | Giamaica                                                                | 1 – 2                                                                   | Qatar                                                                   | Amichevole                                                              | -                                                                       |                                                                         |
| 19-6-2023                                                               | Wiener Neustadt                                                         | Giamaica                                                                | 1 – 2                                                                   | Giordania                                                               | Amichevole                                                              | -                                                                       |                                                                         |
| 25-6-2023                                                               | Chicago                                                                 | Stati Uniti                                                             | 1 – 1                                                                   | Giamaica                                                                | Gold Cup 2023 - 1º Turno                                                | -                                                                       |                                                                         |
| 3-7-2023                                                                | San Jose                                                                | Giamaica                                                                | 5 – 0                                                                   | Saint Kitts e Nevis                                                     | Gold Cup 2023 - 1º Turno                                                | -                                                                       | Cap.                                                                    |
| Totale                                                                  |                                                                         | Presenze                                                                | 72                                                                      |                                                                         | Reti                                                                    | 1                                                                       |                                                                         |